# Famille de Romilley
 (juillet 2022).
Améliorez-le ou discutez des points à vérifier. 
Pour les articles homonymes, voir Romilly.
La famille de Romilley, alias de Romillé, de Romilly, est une famille éteinte de la noblesse française originaire de Normandie et de Bretagne.

## Histoire
Robert de Romilley est le plus ancien membre connu. En 1066, il était l'un de compagnons de Guillaume le Conquérant lors de sa conquête de l'Angleterre,. 
L'autodidacte Arnaud Clement écrit qu'elle a été maintenue noble en 1463 par Montfault, en 1599 par de Mesmes (sieur de Roissy), en 1666 par Chamillart, et en 1669 (réformation de la noblesse de Bretagne) et que la branche cadette subsiste.

## Filiation

### Organisation des branches
La généalogie donnée par Louis Moréri dans son Grand Dictionnaire historique, débute par Geoffroy de Romilley (~ 1300 ✝ 1364), tout comme celle donnée par François-Alexandre Aubert de La Chenaye-Desbois dans son  Dictionnaire de la noblesse, ou celle que l'on retrouve dans les Dossiers bleus du Cabinet des titres. Néanmoins la généalogie la plus complète est donnée par Jean Durand de Saint-Front dans le 6e tome des Filiations bretonnes. Ce dernier démarre cette généalogie 3 générations avant Geoffroy, par Guillaume de Romilley (~ 1200 ✝ après 1257). De plus il donne la généalogie de la branche cadette et ses différents rameaux alors que les autres auteurs se limitent à la branche aînée. 
La branche aînée débute ainsi vers 1200, et s'éteint en 1667. La branche cadette débute vers 1415. Elle comporte 3 rameaux tous éteints aujourd'hui. L'organisation de ses branches est donnée ci-après :
|  |  | Branche aînée ~ 1200 à 1667         |                                     |                                     |                                     |                                     |                                     |  |  |                                               |                                      |                                      |                                      |                                      |                                      |  |  |                                   |                                   |                                   |                                   |                                   |                                   |  |  |                                        |                                        |                                        |                                        |                                        |                                        |
|  |  |                                     |                                     |                                     |                                     |                                     |                                     |  |  |                                               |                                      |                                      |                                      |                                      |                                      |  |  |                                   |                                   |                                   |                                   |                                   |                                   |  |  |                                        |                                        |                                        |                                        |                                        |                                        |
|  |  | Jean III de Romilley (né ~ 1385)    |                                     |                                     |                                     |                                     |                                     |  |  |                                               |                                      |                                      |                                      |                                      |                                      |  |  |                                   |                                   |                                   |                                   |                                   |                                   |  |  |                                        |                                        |                                        |                                        |                                        |                                        |
|  |  |                                     |                                     |                                     |                                     |                                     |                                     |  |  |                                               |                                      |                                      |                                      |                                      |                                      |  |  |                                   |                                   |                                   |                                   |                                   |                                   |  |  |                                        |                                        |                                        |                                        |                                        |                                        |
|  |  |                                     |                                     |                                     |                                     |                                     |                                     |  |  |                                               |                                      |                                      |                                      |                                      |                                      |  |  |                                   |                                   |                                   |                                   |                                   |                                   |  |  |                                        |                                        |                                        |                                        |                                        |                                        |
|  |  | Jean IV de Romilley (1408 ✝ ~ 1480) | Jean IV de Romilley (1408 ✝ ~ 1480) | Jean IV de Romilley (1408 ✝ ~ 1480) | Jean IV de Romilley (1408 ✝ ~ 1480) | Jean IV de Romilley (1408 ✝ ~ 1480) | Jean IV de Romilley (1408 ✝ ~ 1480) |  |  | Hector I de Romilley (né ~ 1415)              | Hector I de Romilley (né ~ 1415)     | Hector I de Romilley (né ~ 1415)     | Hector I de Romilley (né ~ 1415)     | Hector I de Romilley (né ~ 1415)     | Hector I de Romilley (né ~ 1415)     |  |  |                                   |                                   |                                   |                                   |                                   |                                   |  |  |                                        |                                        |                                        |                                        |                                        |                                        |
|  |  | Jean IV de Romilley (1408 ✝ ~ 1480) | Jean IV de Romilley (1408 ✝ ~ 1480) | Jean IV de Romilley (1408 ✝ ~ 1480) | Jean IV de Romilley (1408 ✝ ~ 1480) | Jean IV de Romilley (1408 ✝ ~ 1480) | Jean IV de Romilley (1408 ✝ ~ 1480) |  |  | Hector I de Romilley (né ~ 1415)              | Hector I de Romilley (né ~ 1415)     | Hector I de Romilley (né ~ 1415)     | Hector I de Romilley (né ~ 1415)     | Hector I de Romilley (né ~ 1415)     | Hector I de Romilley (né ~ 1415)     |  |  |                                   |                                   |                                   |                                   |                                   |                                   |  |  |                                        |                                        |                                        |                                        |                                        |                                        |
|  |  | Suite Branche aînée                 | Suite Branche aînée                 | Suite Branche aînée                 | Suite Branche aînée                 | Suite Branche aînée                 | Suite Branche aînée                 |  |  | Branche cadette ~ 1415 à aujourd'hui          | Branche cadette ~ 1415 à aujourd'hui | Branche cadette ~ 1415 à aujourd'hui | Branche cadette ~ 1415 à aujourd'hui | Branche cadette ~ 1415 à aujourd'hui | Branche cadette ~ 1415 à aujourd'hui |  |  |                                   |                                   |                                   |                                   |                                   |                                   |  |  |                                        |                                        |                                        |                                        |                                        |                                        |
|  |  | Suite Branche aînée                 | Suite Branche aînée                 | Suite Branche aînée                 | Suite Branche aînée                 | Suite Branche aînée                 | Suite Branche aînée                 |  |  | Branche cadette ~ 1415 à aujourd'hui          | Branche cadette ~ 1415 à aujourd'hui | Branche cadette ~ 1415 à aujourd'hui | Branche cadette ~ 1415 à aujourd'hui | Branche cadette ~ 1415 à aujourd'hui | Branche cadette ~ 1415 à aujourd'hui |  |  |                                   |                                   |                                   |                                   |                                   |                                   |  |  |                                        |                                        |                                        |                                        |                                        |                                        |
|  |  |                                     |                                     |                                     |                                     |                                     |                                     |  |  |                                               |                                      |                                      |                                      |                                      |                                      |  |  |                                   |                                   |                                   |                                   |                                   |                                   |  |  |                                        |                                        |                                        |                                        |                                        |                                        |
|  |  |                                     |                                     |                                     |                                     |                                     |                                     |  |  | Pierre de Romilley (né ~ 1440)                | Pierre de Romilley (né ~ 1440)       | Pierre de Romilley (né ~ 1440)       | Pierre de Romilley (né ~ 1440)       | Pierre de Romilley (né ~ 1440)       | Pierre de Romilley (né ~ 1440)       |  |  | Hector II de Romilley (né ~ 1445) | Hector II de Romilley (né ~ 1445) | Hector II de Romilley (né ~ 1445) | Hector II de Romilley (né ~ 1445) | Hector II de Romilley (né ~ 1445) | Hector II de Romilley (né ~ 1445) |  |  | Rameau du Bois-Mainfray ~ 1445 à 1776  | Rameau du Bois-Mainfray ~ 1445 à 1776  | Rameau du Bois-Mainfray ~ 1445 à 1776  | Rameau du Bois-Mainfray ~ 1445 à 1776  | Rameau du Bois-Mainfray ~ 1445 à 1776  | Rameau du Bois-Mainfray ~ 1445 à 1776  |
|  |  |                                     |                                     |                                     |                                     |                                     |                                     |  |  | Pierre de Romilley (né ~ 1440)                | Pierre de Romilley (né ~ 1440)       | Pierre de Romilley (né ~ 1440)       | Pierre de Romilley (né ~ 1440)       | Pierre de Romilley (né ~ 1440)       | Pierre de Romilley (né ~ 1440)       |  |  | Hector II de Romilley (né ~ 1445) | Hector II de Romilley (né ~ 1445) | Hector II de Romilley (né ~ 1445) | Hector II de Romilley (né ~ 1445) | Hector II de Romilley (né ~ 1445) | Hector II de Romilley (né ~ 1445) |  |  | Rameau du Bois-Mainfray ~ 1445 à 1776  | Rameau du Bois-Mainfray ~ 1445 à 1776  | Rameau du Bois-Mainfray ~ 1445 à 1776  | Rameau du Bois-Mainfray ~ 1445 à 1776  | Rameau du Bois-Mainfray ~ 1445 à 1776  | Rameau du Bois-Mainfray ~ 1445 à 1776  |
|  |  |                                     |                                     |                                     |                                     |                                     |                                     |  |  |                                               |                                      |                                      |                                      |                                      |                                      |  |  |                                   |                                   |                                   |                                   |                                   |                                   |  |  |                                        |                                        |                                        |                                        |                                        |                                        |
|  |  |                                     |                                     |                                     |                                     |                                     |                                     |  |  |                                               |                                      |                                      |                                      |                                      |                                      |  |  |                                   |                                   |                                   |                                   |                                   |                                   |  |  |                                        |                                        |                                        |                                        |                                        |                                        |
|  |  |                                     |                                     |                                     |                                     |                                     |                                     |  |  | Olivier de Romilley (né ~1470)                | Olivier de Romilley (né ~1470)       | Olivier de Romilley (né ~1470)       | Olivier de Romilley (né ~1470)       | Olivier de Romilley (né ~1470)       | Olivier de Romilley (né ~1470)       |  |  | Jean de Romilley (né ~ 1478)      | Jean de Romilley (né ~ 1478)      | Jean de Romilley (né ~ 1478)      | Jean de Romilley (né ~ 1478)      | Jean de Romilley (né ~ 1478)      | Jean de Romilley (né ~ 1478)      |  |  | Rameau de la Mancellière ~ 1478 à 1603 | Rameau de la Mancellière ~ 1478 à 1603 | Rameau de la Mancellière ~ 1478 à 1603 | Rameau de la Mancellière ~ 1478 à 1603 | Rameau de la Mancellière ~ 1478 à 1603 | Rameau de la Mancellière ~ 1478 à 1603 |
|  |  |                                     |                                     |                                     |                                     |                                     |                                     |  |  | Olivier de Romilley (né ~1470)                | Olivier de Romilley (né ~1470)       | Olivier de Romilley (né ~1470)       | Olivier de Romilley (né ~1470)       | Olivier de Romilley (né ~1470)       | Olivier de Romilley (né ~1470)       |  |  | Jean de Romilley (né ~ 1478)      | Jean de Romilley (né ~ 1478)      | Jean de Romilley (né ~ 1478)      | Jean de Romilley (né ~ 1478)      | Jean de Romilley (né ~ 1478)      | Jean de Romilley (né ~ 1478)      |  |  | Rameau de la Mancellière ~ 1478 à 1603 | Rameau de la Mancellière ~ 1478 à 1603 | Rameau de la Mancellière ~ 1478 à 1603 | Rameau de la Mancellière ~ 1478 à 1603 | Rameau de la Mancellière ~ 1478 à 1603 | Rameau de la Mancellière ~ 1478 à 1603 |
|  |  |                                     |                                     |                                     |                                     |                                     |                                     |  |  |                                               |                                      |                                      |                                      |                                      |                                      |  |  |                                   |                                   |                                   |                                   |                                   |                                   |  |  |                                        |                                        |                                        |                                        |                                        |                                        |
|  |  |                                     |                                     |                                     |                                     |                                     |                                     |  |  | Michel de Romilley (né ~ 1495)                |                                      |                                      |                                      |                                      |                                      |  |  |                                   |                                   |                                   |                                   |                                   |                                   |  |  |                                        |                                        |                                        |                                        |                                        |                                        |
|  |  |                                     |                                     |                                     |                                     |                                     |                                     |  |  |                                               |                                      |                                      |                                      |                                      |                                      |  |  |                                   |                                   |                                   |                                   |                                   |                                   |  |  |                                        |                                        |                                        |                                        |                                        |                                        |
|  |  |                                     |                                     |                                     |                                     |                                     |                                     |  |  |                                               |                                      |                                      |                                      |                                      |                                      |  |  |                                   |                                   |                                   |                                   |                                   |                                   |  |  |                                        |                                        |                                        |                                        |                                        |                                        |
|  |  |                                     |                                     |                                     |                                     |                                     |                                     |  |  | Gilles de Romillley (né ~ 1525)               | Gilles de Romillley (né ~ 1525)      | Gilles de Romillley (né ~ 1525)      | Gilles de Romillley (né ~ 1525)      | Gilles de Romillley (né ~ 1525)      | Gilles de Romillley (né ~ 1525)      |  |  | André de Romilley (né ~1530)      | André de Romilley (né ~1530)      | André de Romilley (né ~1530)      | André de Romilley (né ~1530)      | André de Romilley (né ~1530)      | André de Romilley (né ~1530)      |  |  | Rameau de la Hunaudais ~ 1530 à 1667   | Rameau de la Hunaudais ~ 1530 à 1667   | Rameau de la Hunaudais ~ 1530 à 1667   | Rameau de la Hunaudais ~ 1530 à 1667   | Rameau de la Hunaudais ~ 1530 à 1667   | Rameau de la Hunaudais ~ 1530 à 1667   |
|  |  |                                     |                                     |                                     |                                     |                                     |                                     |  |  | Gilles de Romillley (né ~ 1525)               | Gilles de Romillley (né ~ 1525)      | Gilles de Romillley (né ~ 1525)      | Gilles de Romillley (né ~ 1525)      | Gilles de Romillley (né ~ 1525)      | Gilles de Romillley (né ~ 1525)      |  |  | André de Romilley (né ~1530)      | André de Romilley (né ~1530)      | André de Romilley (né ~1530)      | André de Romilley (né ~1530)      | André de Romilley (né ~1530)      | André de Romilley (né ~1530)      |  |  | Rameau de la Hunaudais ~ 1530 à 1667   | Rameau de la Hunaudais ~ 1530 à 1667   | Rameau de la Hunaudais ~ 1530 à 1667   | Rameau de la Hunaudais ~ 1530 à 1667   | Rameau de la Hunaudais ~ 1530 à 1667   | Rameau de la Hunaudais ~ 1530 à 1667   |
|  |  |                                     |                                     |                                     |                                     |                                     |                                     |  |  |                                               |                                      |                                      |                                      |                                      |                                      |  |  |                                   |                                   |                                   |                                   |                                   |                                   |  |  |                                        |                                        |                                        |                                        |                                        |                                        |
|  |  |                                     |                                     |                                     |                                     |                                     |                                     |  |  | Suite Branche cadette de la Chappelle-Hamelin |                                      |                                      |                                      |                                      |                                      |  |  |                                   |                                   |                                   |                                   |                                   |                                   |  |  |                                        |                                        |                                        |                                        |                                        |                                        |

### Branche aînée (1200-1767)
Elle est principalement centrée au nord de l'Ille-et-Vilaine sur les communes de Trans-la-Forêt (La Chesnelaye) et Saint-Georges-de-Reintembault (Ardennes).
- Guillaume de Romilley (~ 1200 ✝ après 1257), Chevalier
  - Philippe de Romilley (✝ après 1268), chevalier
    - Guillaume II de Romilley (~ 1275 )
      - Hue de Romilley
      - Geoffroy Ier de Romilley (~ 1300 ✝ 1364), chevalier, capitaine de Saint-James de Beuvron
ép.  Guillemine d'Astrée
        - Jean Ier de Romilley, (~ 1325  ✝ après 1403), Premier écuyer du Roi Charles VI, seigneur de Romillé, Houdan et la Chesnelaye
ép. ~ 1350 Jeanne de Trouville
          - Jean II de Romilley  (~ 1350  ✝ après 1403), capitaine de cent hommes d'armes, Seigneur de la Chesnelaye et d'Houdan
ép. en ~ 1381  Catherine de Tournemine , fille de Jean Ier de Tournemine – Seigneur de la Hunaudaye - et de Isabeau de Beaumanoir 
            - Jean III de Romilley, capitaine d'armes, seigneur de la Chesnelaye et d'Ardennes
ép. en ~ 1406  Marguerite Bardoul , fille de Jean Bardoul – Seigneur de Trezel - et de Jeanne Bouret
              - Jean IV de Romilley (✝ ~ 1480), vice-chancelier du duc de Bretagne, gouverneur de Fougères, seigneur de la Chesnelaye, d'Ardennes, de Vessay, la Pommeraye et les Loges
ép. en ~ 1425  Marie du Buat , fille de Charles du Buat – Seigneur de Landal
                - Jean V de Romilley, capitaine de Fougères, seigneur de la Chesnelaye et d'Ardennes
ép. Marie de Beaulieu de Coëtquen , fille de Roland de Beaulieu de Coëtquen – Seigneur de Coëtquen
                  - Jean VI de Romilley (✝ 1516), gouverneur de Fougères, seigneur de la Chesnelaye et d'Ardennes
 ép. 1) Marguerite du Pontglou, fille d'Olivier du Pontglou – Seigneur du Pontglou et de Kernel - et de Catherine 
 ép. 2) Guillemine de Sahurs de Torbechet, veuve de Charles de Montecler 
                    - 1>Geoffroy IV de Romilley (dit Georges), chevalier, seigneur de la Chesnelaye, d'Ardennes et du Pontglou
ép. 1) le 3 mai 1509, Renée de Montecler , fille de Charles de Montecler – Seigneur de Bourgon - et de Guillemine de Sahurs de Torbechet
ép.2) Magdeleine du Han, fille de Jean du Han - Procureur général au Parlement de Bretagne, seigneur de Launay - et de Jeanette Brulon
                      - 1>Marquise de Romilley
ép. le 12 février 1535, Claude de Poilley , Seigneur du Poilley et du Chalonge
                      - 1>Jeanne de Romilley
ép. Gilles de Porcon, seigneur de Monthorin
ép. le 15 janvier 1544 Julien du Bouays , seigneur de Mesneuf et de la Roche
                      - 1>Charles de Romilley (✝ avant 1598), Chevalier, Seigneur de la Chesnelaye,d'Ardennes et du Pontglou
ép. 1) le 18 octobre 1541, Françoise de Couvran de Sacé, fille de Charles de Couvran – Baron de Sacé - et de Françoise de Buflon 
ép. 2)le 15 avril 1558, Esther de la Marzelière, fille de Pierre II de la Marzelière – Seigneur du Plessis-Giffart - et de Françoise de Porcon
                        - 1>Béatrix de Romilley
ép. le 29 décembre 1561, Jacques Budes  - Procureur général au parquet de Bretagne, Seigneur du Hirel et du Gareth
                        - 2>Renée de Romilley
ép. le 29 octobre 1597, Guillaume de Costentin  – Seigneur de Tourville
                        - 2>César de Romilley (1560 ✝ 1633 à Paris), chevalier de l'ordre du Roi, seigneur de la Chesnelaye, d'Ardennes et du Pontglou
ép. le 22 novembre 1609, Françoise d'Orglandes de la Chèze  (1589 ✝ 1654) - Baronne de Pretot, dame d'honneur de la Reine - fille de Pierre d'Orglandes – Capitaine de Carentan - et de Françoise de Franquetot
                          - Arthure de Romilley
                          - François de Romilley (1617 ✝ 1687), Maréchal des camps et armées du Roi, seigneur de la Chesnelaye et d'Ardennes, puis premier marquis  de la Chesnelaye (1641-1645), premier Marquis de Romilley (1684), Comte de Mausson et Baron de Pretot
ép. le 25 avril 1637, Charlotte de Poilley  (1623 ✝ 1703) - Demoiselle d'honneur de la Reine de France Anne d'Autriche - fille de Henri de Poilley – Gouverneur pour le Roi au Comté de Mortain, Comte de Poilley - et de Jeanne Péricart
                            - Louis de Romilley (1645 ✝ 1694), gouverneur de Fougères, Colonel de la noblesse de l'évéché  de Rennes, Marquis de Romilley et Comte de Mausson
ép. 1) le 21 avril 1670, Françoise Bon de Meuillon, dite de Montbel d'Entremont (✝ 1677), fille de François Bon de Meuillon - Comte d'Entremonts et de Montbel, Marquis du Montelier - et de Magdeleine du Tillet 
ép. 2) le 6 aout 1682, Elisabeth  de Belleforière  (✝ 1725), fille de Charles Maximilien de Belleforière - Grand veneur de France, marquis du Soyécourt - et de Marie-Renée de Longueil
                              - 1>Marie-Charlotte de Romilley (1671 ✝ 1737), Mathématicienne
ép. le 10 juillet 1688, Guillaume François de L'Hôpital  (1661 ✝ 1704), Mathématicien, Marquis de L'Hôpital
                              - 2>Charles Adolphe de Romilley (1684 ✝ 1767), gouverneur de Fougères, Brigadier des armées du Roi, Marquis de Romilley et Comte de Mausson 
ép. 1) le 26 juin 1713, Louise Marguerite Ranchin (1693 ✝ 1727), file de Jean-Antoine Ranchin - Conseiller du Roi en ses conseils - et de Marguerite Chevalier 
ép. 2) en juillet 1728, Anne Diane Dauvet des Marests (1709 ✝ 1731), file de François Dauvet des Marests - Grand fauconnier de France, Marquis de Saint-Phale - et de Marie Robert de la Fortelle
                                - 1>Adolphe Charles de Romilley
                                - 1>Charlotte Marguerite de Romilley (1715 ✝ 1760)
ép. le 25 mai 1728, Michel II Charles de Roncherolles  (1661 ✝ 1704), Lieutenant général des armées, Marquis de Pont Saint-Pierre
                                - 1>Louise de Romilley

                              - 2>Marie Renée de Romilley (1685 ✝ 1742) 
ép. le 29 janvier 1703, Léon Potier de Gesvres  (1620 ✝ 1704), Gouverneur militaire de Paris, Premier gentilhomme de la chambre du Roi, Duc et pair de Gesvres
                              - 2>Alexandre Hippolyte de Romilley (✝ 1742), Chevalier de Malte 
ép. le 14 octobre 1738, Suzanne Françoise de Mauconvenant fille de Jacques de Mauconvenant - Conseiller du Roi, Avocat au Parlement - et Marie Bonaventure Basan
                              - 2>Jeanne de Romilley, religieuse aux Ursulines à Fougères

                            - François de Romilley (né ~ 1650), Capitaine de vaisseau
                            - Françoise de Romilley (✝ 1680) 
ép. en juillet 1671, Claude de Vassy  (1644 ✝ 1704), Marquis de Brecey et de Pirou

                          - Jean-Baptiste de Romilley, Chevalier de Malte au Grand Prieuré d'Aquitaine
                          - Juliette de Romilley  (1615 ✝ 1645) 
ép. en février 1643, Olivier du Boisbaudry  (1609 ✝ 1659), Seigneur de Trans, et de La Chesnelaye (à partir de 1645).

                        - 1>Guillemette de Romilley 
ép. 1) en 1558, Jacques de la Belinaye  (✝ 1608)
                        - 1>Janine de Romilley 
ép. le 18 novembre 1549 Gilles du Buat , Seigneur de Barville et de Chanteloup

                    - Françoise de Romilley
ép. 1) le 3 mai 1509, Louis de Montecler , fils de Charles de Montecler – Seigneur de Bourgon - et de Guillemine de Sahurs de Torbechet

                  - Bertranne de Romilley
ép. 1) en 1482, Pierre Milon

                - Pierre de Romilley, Auteur du rameau de la Pommeraye et de la Provôtière éteints depuis 1620
                - Bonne de Romilley
ép. 28 août 1440, Jehan du Boisbaudry , Seigneur de Trans

              - Gilles de Romilley, Chevalier de Malte
              - Hector Ier de Romilley - Auteur de la branche cadette (de la Chapelle-Hamelin) qui suit
              - Guillemette de Romilley, Religieuse
              - Marie de Romilley, Dame d'honneur de Marguerite de Bretagne, épouse de François II
ép. en 1441, Jean de Marcillé, Chevalier de l'ordre de l'Epy, Seigneur de Launay et d'Argentré

          - Geoffroy III de Romilley (✝ après 1420)
          - Guillaume III de Romilley (✝ après 1418)

        - Geoffroy II de Romilley, Capitaine de Saint-James en 1383
        - Guillemette de Romilley
ép. vers 1350, Guillaume du Parc, Chevalier, Seigneur d'Avalis

      - Olivier de Romilley (✝ ~ 1364)

### Branche cadette
Elle est aussi appelée branche de la Chapelle-Hamelin, qui est l'ancien nom de la commune d'Hamelin à l'extrémité sud du département de la Manche, et qui jouxte au nord-ouest la commune de Saint-Georges-de-Reintembault.
- Hector I de Romilley (~ 1415 ✝ 1553), Premier seigneur de la Chapelle-Hamelin
ép. Marguerite Janvier  (née ~ 1418 )
  - Pierre de Romilley (~ 1440 ✝ après 1488), Seigneur de la Chapelle-Hamelin
ép. 1) en 1470 Coline de Signy  (~ 1440 ✝ après 1488), dame héritère de la Mancellière, fille de Colin de Signy - seigneur de la Mancellière - et de la fille de Guillaume Frazier
    - Olivier de Romilley (né ~ 1470), Seigneur de la Chapelle-Hamelin
ép. en 1496 Françoise du Hallay  (née ~ 1476), fille de Jean Ier du Hallay - seigneur du Hallay - et de Jeanne du Gué
      - Michel de Romilley (né ~ 1495), Seigneur de la Chapelle-Hamelin
ép. en 1525 Michelle de la Marche    (née ~ 1498), fille de Pierre de la Marche - seigneur de la Touche
        - Gilles de Romilley, Seigneur de la Chapelle-Hamelin 
ép. en 1548 Jeanne de la Haye-Saint-Hilaire    (née ~ 1525), fille de Pierre de la Haye-Saint-Hilaire - seigneur de la Haye-Saint-Hilaire - et d'Ambroise d'Athenaise
          - Thomas de Romilley (né ~ 1550), Seigneur de la Chapelle-Hamelin 
ép. Françoise de Couasnon, fille d' André de Couasnon - sénéchal de Vitré - et de Jeanne de Trelan
            - Juliette de Romilley (né ~ 1580) 
ép. Geoffroy Ronceray
            - Jean de Romilley (✝ 1663), Recteur de Taillais (1621-1658)

          - Martin de Romilley (né ~  1550), Seigneur de la Chapelle-Hamelin et de Romilly
ép. en 1570 Bertranne du Chastellier, fille de Guillaume du Chastellier - seigneur de Villavan - et de Françoise de la Vieuville 
            - Jacques de Romilley (né ~  1567), Seigneur de la Chapelle-Hamelin 
ép. en 1592 Esther du Bois Berranger
              - Gilles de Romilley (né ~  1603), Seigneur de la Chapelle-Hamelin 
ép. le 30 novembre 1628 Marguerite du Matz de Brossay
                - Henri de Romilley (1630 ✝après 1666)  
ép. 1) le 30 novembre 1628 Demoiselle Le Breton de la Guéripière
ép. 2) Jeanne Langlois
                - Jean de Romilley (1632 ✝ 1691), Ecuyer, Seigneur de Brossard et  de la Chapelle-Hamelin 
ép. en 1661 Suzanne de Verdun, fille de Jean de Verdun – seigneur de la Cour du Bois  - et d’Anne Vivien
                  - Louise de Romilley (~  1662) 
ép. en 1695 René Le Roy
                  - Gilles Gaud de Romilley (1632 ✝ 1691), Ecuyer, Seigneur et patron honoraire de la paroisse de la Chapelle-Hamelin 
ép. en 1688 Gilette de Fleury, fille de Guy de Verdun et de Gilette Brouard
                    - Jeanne Guyonne de Romilley (~  1692 ✝ 1725)
ép. en 1717  Gabriel des Isles – avocat au bailliage du présidial de Coutances – et d’Anne du Harnel
                    - Louis Guy de Romilley (~  1692 ✝ apès 1750)
ép. Anne des Vaux
                    - Pierre René de Romilley (1696✝1770), Ecuyer, Seigneur du Bois Avenel
ép. Anne Marie Le Goupil (née en 1700)
                      - Louis de Romilley (~  1726), Chevalier, Seigneur de la Bigotière et d’Auberoche Avenel
ép. le 13 janvier 1766 Angélique Anne des Isles (née en 1724), fille de Gabriel des Isles, avocat au bailliage du présidial de Coutances – et de Jeanne Guyonne de Romilley (~  1692 ✝ 1725)
                        - Angélique Elisabeth Jeanne de Romilley (~  1769 ✝ 1839) 
ép. le 27  février 1786 René Mathieu de la Faucherie (1753 ✝ 1832) – Ecuyer

                      - Perrine de Romilley (née en 1736 
ép. Pierre Cavey (né en 1739), Receveur des domaines

                    - René François Joseph Gilles de Romilley (1704✝1764), Ecuyer, Seigneur et patron honoraire de la paroisse de la Chapelle-Hamelin 
ép. le 2 octobre 1727 Louise Beuchet (1705 ✝ 1770)
                      - Louis Gaud de Romilly (1738 ✝ 1784) 
ép. le 23 aout 1762 Marguerire Dericq (née en 1737), fille de Pierre Dericq – seigneur et patron de Chasseguey, de Mesnillard et autres lieux – et de Catherine Caruel de Boisval
                      - Julien Joseph de Romilly (1742 ✝ 1772), Seigneur et patron honoraire de la paroisse de la Chapelle-Hamelin 
ép. le 30 mai 1765 Jeanne de la Barberie (1737 ✝ 1787), fille de Louis de la Barberie – écuyer – et d’Anne de la Feucherie
                        - Louis Julien de Romilly (1766 ✝ 1798), Chevalier et dernier Seigneur et patron honoraire de la paroisse de la Chapelle-Hamelin 
ép. le 22 mai 1785 Marie de Hauteville des Genestais (1767 ✝ 1837), fille de Louis de Hauteville des Genestais – seigneur des Genestais – et de Marie Le Menuet
                          - Jeanne Louise Marie de Romilly (1787 ✝ 1855) 
ép. Jean Gabriel Alleaume (né en 1771)
                          - Louis Jean Joseph Charles de Romilly (1789 ✝ 1840), Ecuyer, Maire d'Hamelin (1815 à 1830) 
ép. le 8 février 1810 Eléonore Laigre de Grainville (1791 ✝ 1832), fille de Jean-Baptiste de Grainville - baron de Grainville - et de Marie-Louise Pasturel de la Thomassière
                            - Anatole Jean de Romilly (1812 ✝ 1898), Comte de Romilly, maire d'Hamelin (1881-1882) 
ép. le 10 septembre 1872 Hélène Chauvin des Orières (1826 ✝ 1911)
                            - Stéphanie Louise de Romilly (née en 1814) 
ép. le 13 février 1842 Jean Le Gard La Fosse (1785 ✝ 1845)
                            - Ernest Louis de Romilly (1822 ✝ 1869)
                            - Eugène Basile de Romilly (1824 ✝ 1898), Docteur en médecine 
ép. le 27 novembre 1860 Marie Charlotte Laisney (1835 ✝ 1906)
                              - Henri Eugène de Romilly (1862 ✝ 1935), Receveur de l'enregistrement et des domaines 
ép. le 24 novembre 1894 Jeanne Marie Louise Quitteray (1872 ✝ 1932)
                                - Marie Thérèse de Romilly (1896 ✝ 1961)
ép. Georges Bohn
                                - Hugues de Romilly (1900 ✝ 1960), Receveur principal des douanes à Abidjan
ép. le 26 février 1929 Marie Louise Nouzilles (née en 1902)
                                  - Pascal Serge Olivier de Romilly (1935 ✝ 2012)
ép. le 2 juin 1962 Pierrette Binois (née en 1940)
                                    - Gilles de Romilly (né en 1968)
ép. Véronique Hélène (née en 1973)
                                      - Mathys de Romilly (né en 2002)

                                    - Christine de Romilly

                                  - Yvan de Romilly (1937 ✝ 2006)
ép. Danièle Ayme (✝ 2016)

                                - Huguette Marie Jane Anna de Romilly (1906 ✝ 1975)
ép. en 1936 Michel Le Campion (1890 ✝ 1976)
                                - William Paul Xavier Bernard de Romilly (1907 ✝ 1977)

                              - Maria Blanche de Romilly (1863 ✝ 1938)

                          - Angélique Charlotte de Romilly (née en 1790) 
ép. Pierre Larcher (né en 1784)
                          - Henriette Adelaïde de Romilly (née en 1791) 
ép. Jean Marie Chevalier (né en 1787)
                          - Marie Agnès de Romilly (1795 ✝ 1828) 
ép. Pierre Le Sénéchal (né en 1792)

                        - Angélique Louise Gabrielle de Romilly (1768 ✝ 1836) 
ép. le 22 février 1791 Jean François du Mesnil (1755 ✝ 1809)
                        - Robert de Romilly 
ép. Marie de Lyautaulle

                - Thomasse de Romilley (née en 1635)  
ép. 1) Jacques Macé
ép. 2) Gilles Charbonel

            - Gilles de Romilley
ép. en 1596 Marguerite du Mesnil des Goudinières

        - Françoise de Romilley
ép. en 1540 Roland Avenel, seigneur et patron de Chalandré
        - André de Romilley (né vers ~ 1525), Seigneur de la Hunaudais - Auteur du rameau de la Hunaudais qui suit

    - Jean de Romilley (né vers ~ 1478), Seigneur de la Mancellière - Auteur du rameau de la Mancellière qui suit

  - Hector II de Romilley (né vers ~ 1445), Seigneur du Bois-Mainfray - Auteur du rameau du Bois-Mainfray qui suit

### Rameau du Bois-Mainfray (~ 1445 - 1776)
Elle se développe sur le lieu-dit du Bois-Mainfary, situé sur la commune de Montjoie-Saint-Martin à l'extrémité sud du département de la Manche, et qui jouxte au nord-est la commune de Saint-Georges-de-Reintembault.
- Hector II de Romilley (né vers ~ 1445), Ecuyer, Seigneur du Bois-Mainfray
ép. Perrine de la Vilette
  - Jean de Romilley
    - David de Romilley Ecuyer, Seigneur du Bois-Mainfray
ép. vers 1525 Jeanne Guitton
      - Jean de Romilley (né vers ~ 1528) Ecuyer, Seigneur du Bois-Mainfray
ép. vers 1553 Françoise de la Vairie
        - Christophe de Romilley (✝ 1616) Chevalier, Seigneur de Saint-Denis et du Bois-Mainfray
ép. le 6 novembre 1583 Geneviève de la Paluelle (✝ 1659)
          - Jean de Romilley Ecuyer, Seigneur de Saint-Denis et du Bois-Mainfray et de Montjoie-Saint-Martin
ép. Jacqueline de Clinchamp
            - Julien de Romilley (né vers ~ 1632) Ecuyer, Sieur du Bois-Mainfray
ép. Jeanne de Masure (✝ 1676)
              - Jeanne de Romilley (née vers ~ 1666) 
ép. le 19 février 1688 Charles Boudier (✝ 1738) Ecuyer, Seigneur d'Escaudeville
              - Charles de Romilley (née en 1667) Ecuyer, Sieur du Bois Guillaume
ép. le 19 juillet 1698 Jeanne Lepesant (née en 1661)

            - Louis de Romilley 
ép. le 8 mars 1666 Jeanne Tricard
              - Henry de Romilley (né en 1675)
ép. le 4 mai 1716 Angélique Trolong
                - Louis Robert de Romilley (1716 ✝ 1776)
ép. le 22 avril 1760 Françoise du Boispéan (1722 ✝ 1789)

            - Pierre de Romilley (né en 1635) 
ép. le 30 juillet 1682 Françoise Louastrad (née en 1663)
              - Jeanne de Romilley (né en 1687) 
ép. le 17 novembre 1710 Henri de Malfillastre (1683 ✝ 1740)

          - Louys de Romilley (1607 ✝ 1667) Ecuyer
ép. en 1646 Magdelaine Le Breton
            - Georges de Romilley (1662 ✝ 1682) Ecuyer

        - Charles de Romilley, Sieur du Bois-Mainfray
ép. Claude Guitton

      - Sébastien de Romilley, Seigneur de Romilly, du Bois Tyrel, et de Byon
        - Mathurin de Romilley, Sieur d'Huines
          - Anne de Romilly
ép. ~ 1575 Guillaume II Tesson , Seigneur de la Hersandière de la Poulinière, de Crépon, et de Celland en partie.
          - Françoise de Romilly
ép. André de Serouër

        - Charles de Romilley, Seigneur de Rommilly, du Bois Tyrel
ép. Christine Gallouyn
          - Anne de Romilly
ép. ~ 1616 Julien de la Faucherie - Ecuyer

### Rameau de la Mancellière (1478 - 1603)
Elle se développe sur l'ancienne commune de La Mancellière, au sud de la Manche, aujourd'hui associée à la commune d'Isigny-le-Buat. Elle est située à quelques kilomètres au nord d'Hamelin.
- Jean de Romilley (né ~ 1478), Seigneur de la Mancellière
  - Julien de Romilley (né ~ 1509)
ép. Renée de Mésange (née ~ 1520)
    - René de Romilley (1539 ✝ 1603), Ecuyer, Seigneur de la Mancellière
ép. 1) le 21 septembre 1564 Simone de Houssemayne (✝ 1572)
ép. 2) le 28 juillet 1574 Charlotte Le Gager
      - >1 Claude de Romilley (né ~ 1567)
ép. Jacques de la Villette
      - >2 Marguerite de Romilley (né en 1582)
ép. 1) le 14 janvier 1599 Daniel de la Mare
ép. 2) le 1er février 1613 Thomas de la Marche

### Rameau de la Hunaudais (1530 - 1671)
Elle se développe sur le lieu-dit La Hunaudais, appartenant à la commune du Châtellier au nord de l'Ille-et-Vilaine, située à quelques kilomètres au sud de Saint-Georges-de-Reintembault.
- André de Romilley (né ~ 1530) Ecuyer, Seigneur de la Hunaudais
ép. Françoise de la Vieuville  (née ~ 1530)
  - François de Romilley (~ 1550 ✝ 1607) Ecuyer, Seigneur de la Hunaudais
ép. Jacquemine de Servaude  (née ~ 1550), fille de Jean II de Servaude - seigneur de la Villeorée et de Françoise de Fontenailles 
    - Briand de Romilley (1580 ✝ 1623), Ecuyer, Seigneur de la Hunaudais
ép. vers 1610 Georgine Glesdel  (1585 ✝ 1659), fille de Jean Glesdel et de Jeanne de Launay 
      - Jacques de Romilley (1608 ✝ 1671) Ecuyer, Seigneur de la Hunaudais
ép. le 18 avril 1651 Olive Menard
        - Marie de Romilley (né en 1653)

      - Marie de Romilley (1620 ✝ 1704) Dame de l'Estournaye
ép. le 29 janvier 1647 Pierre Baron, fils de Jean Baron et de Julienne Masse
      - Marguerite de Romilley Dame de la Renerie
ép. le 29 juin 1653 Macé Vivien
      - Gilette de Romilley (✝ 1654)
ép. Mathurin de la Sauldraye

## Personnalités
La personnalité la plus atypique de la famille est la mathématicienne Marie-Charlotte de Romilley (1671 ✝ 1737). Elle est à la fin du XVIIe siècle, l'une des toutes premières femmes françaises à s'illustrer en mathématiques. Elle est l'épouse du mathématicien Guillaume François de L'Hôpital (1661 ✝ 1704).
- Jean IV de Romilley (✝ ~ 1480), Vice-chancelier du duc de Bretagne François II[4].
- Jean Ier de Romilley (~ 1325  ✝ après 1403), Premier écuyer du Roi Charles VI.

La famille comte plusieurs officiers supérieurs :
- François de Romilley (1617 ✝ 1687), Maréchal des camps et armées du Roi (l'équivalent de général de brigade)
- Charles Adolphe de Romilley (1684 ✝ 1767), Brigadier des armées du Roi (grade situé entre colonel et général de brigade)
- Louis de Romilley (1645 ✝ 1694), Colonel de la noblesse de l'évêché de Rennes, et filleul du Roi de France Louis XIV
- François de Romilley (né ~ 1650), Capitaine de vaisseau

Cinq membres de la famille ont exercé la charge de gouverneur (ou capitaine) de Fougères :
- Jean IV de Romilley (✝ ~ 1480)
- Jean V de Romilley
- Jean VI de Romilley (✝ 1516) qui dirige la défense de la ville du siège de Fougères par les troupes du Roi de France dirigées par Louis II de la Trémoille en 1485
- Louis de Romilley (1645 ✝ 1694)
- Charles Adolphe de Romilley (1684 ✝ 1767)

Deux autres ont été Capitaine de Saint-James :
- Geoffroy Ier de Romilley (~ 1300 ✝ 1364)
- Geoffroy II de Romilley (~ 1330 ✝ après 1400)

Les Romilley comptent aussi :
- deux capitaines :
  - Jean II de Romilley (~ 1350  ✝ après 1403), Capitaine de cent hommes d'armes
  - Jean III de Romilley (né ~ 1385), capitaine d'armes
- un chevalier de l'ordre du Roi : César de Romilley (1560 ✝ 1633 à Paris)
- un chevalier de Saint-Louis : Charles Adolphe de Romilley (1684 ✝ 1767)

## Armes et devise
| Blason | Blasonnement : D'azur, à deux léopards couronnés d'or, posés l'un sur l'autre, lampassés et armés de gueules Commentaires : Blason de la famille de Romilley - (Armorial général de France de Charles d'Hozier, Armorial de Rietstap, Grand armorial de France de Henri Jougla de Morenas) |

Leur devise est :  Vigilant sed impugnant ce qui signifie ils veillent mais ne se rendent pas agresseurs.

## Fiefs et propriétés

### Seigneurie puis «marquisat» de la Chesnelaye
Ce fief est situé sur la commune de Trans-la-forêt au nord de l'Ille-et-Vilaine. Sur cette paroisse, deux seigneuries régnaient : celle de Trans et celle de la Chesnelaye. Cette dernière fût probablement crée par la famille Chesnel. Elle passa ensuite à la famille de Romilley vers 1380 dont Jean Ier de Romilley (~ 1325 ✝ après 1403) en est le premier seigneur connu. Elle restera dans la famille de Romilley pendant plus de deux siècles et demi. En 1641, la seigneurie de La Chesnelaye est érigée par Louis XIII en marquisat de La Chesnelaye[réf. nécessaire]. François de Romilley (1617 ✝ 1687) la revendit vers 1642 à la famille de Gondy qui s'en sépara dès 1645 au profit d'Olivier de Boisbaudry (1609 ✝ 1659), seigneur de Trans et époux de Juliette de Romilley (la fille de François de Romilley). En 1680, la seigneurie de La Chesnelaye sera intégrée dans celle de Trans.
Quatre métairies régissaient les terres qui s'étendaient sur une cinquantaine d'hectares et se situent sur plusieurs paroisses avoisinantes. La famille vivait au manoir de la Chesnelaye (XVIe siècle, sur la route de Cuguen, dont il ne reste aujourd'hui que de rares vestiges : la porte de la chapelle, ainsi qu'un puits.

### Seigneurie d'Ardenne puis «marquisat» de Romilley
Cette seigneurie est le propriété initiale de la famille d'Ardenne dont les terres s'étendent sur la commune de Saint-Georges-de-Reintembault au nord de l'Ille-et-Vilaine. Vers 1406, elle passe à Jean III de Romilley, peut-être à la suite de son mariage avec Marguerite Bardoul. Elle restera dans la famille de Romilley pendant trois siècles et demi. En 1633, le roi Louis XIII unit cette seigneurie avec celle de la Rouaudière. Puis le 11 juillet 1642 (l'année où le marquisat de la Chesnelaye est vendu), ce même roi unit ces deux seigneuries à celles des Loges et de la Grande Vairie (au Ferré), ainsi qu'à la seigneurie de Moulines pour former le marquisat de Romilley[réf. nécessaire].  En 1678 le Roi Louis XIV (parrain de Louis de Romilley) ajoute au marquisat les seigneuries du Plessix-au-Breton et de la Bazouge-du-Désert et certains fiefs de Poilley. En 1767, après la mort de Charles Adolphe de Romilley (dernier représentant de la branche aînée), son petit-neveu Raymond Comte de L'Hôpital de Saint-Mesme (petit-fils de sa sœur Marie-Charlotte de Romilley, et époux de Benoîte Eynard de Ravanne) règle la succession et vend le marquisat en octobre 1771 à Emmanuel marquis du Hallay.
À son apogée, le marquisat était très étendu et se répartissait sur sept paroisses : Saint-Georges-de-Reintembault, la Bazouge-du-Désert, Le Ferré, Landéan, Montault, Montours et Louvigné-du-Désert. Il comportait dix-sept métairies, treize moulins ainsi que plusieurs étangs. La famille possédait l'ancien château d'Ardenne à Saint-Georges qui était sa résidence principale, l'ancien château du Plessis-au-Breton, les manoirs de Basses Moulines et de Montdésir. Le château d'Ardenne, qui possédait des douves et un pont-levis a été aujourd'hui transformé en ferme, et il n'en reste principalement qu'une tour carrée avec ses 2 meurtrières.

### Château de Mausson
Classé MH (1875)

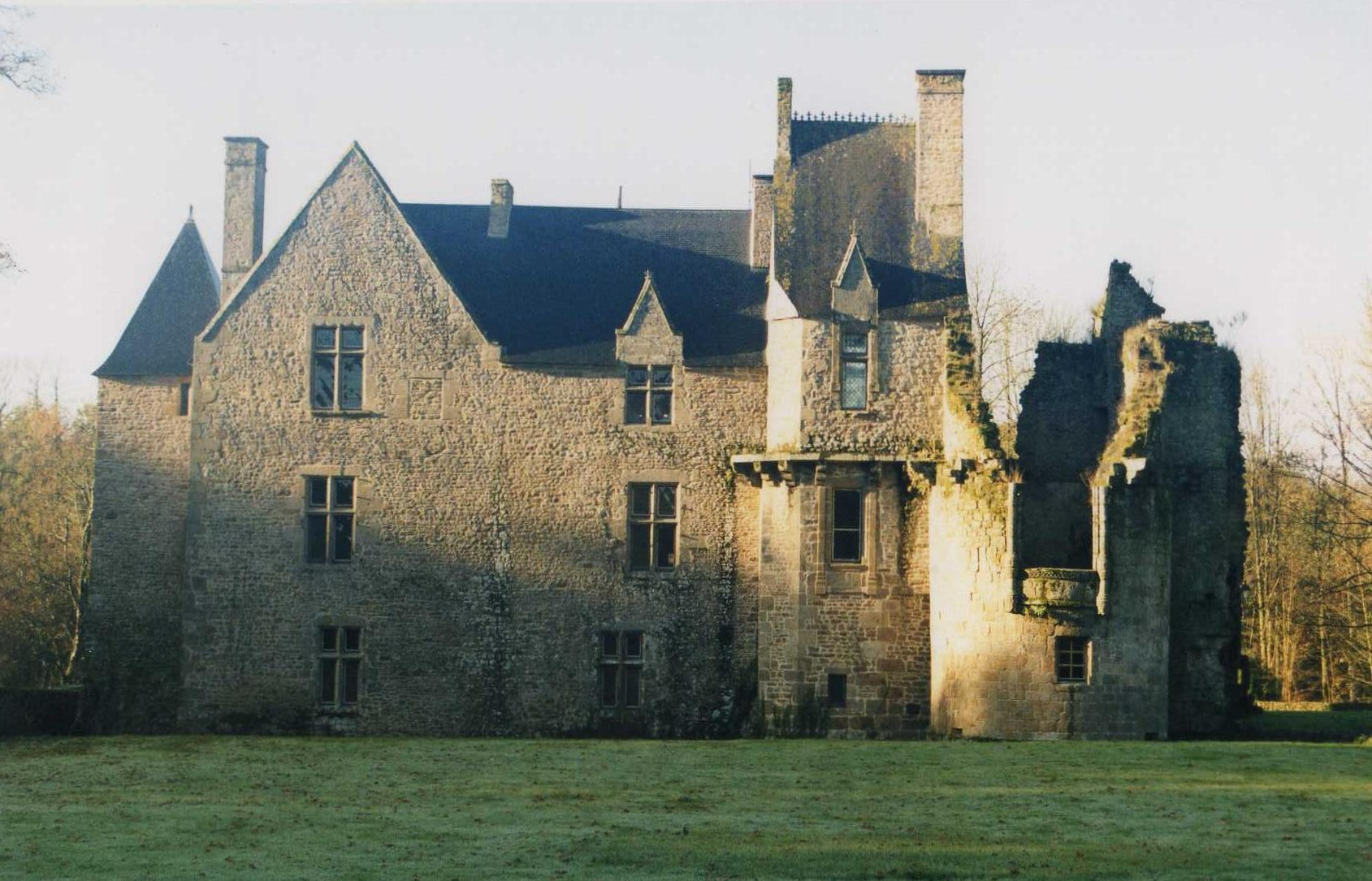
Château de Mausson

Le château de Mausson est situé à Landivy en Mayenne à 18 km à l’ouest de Saint-Georges-de-Reintembault. François de Romilley, le premier marquis de Romilley, devient le premier de Romilley Comte de Mausson lorsqu’il acquiert le château en 1640 à la famille de Gondi qui le tenait par alliance de la famille de Scépeaux. Le château restera chez les de Romilley pendant 130 ans jusqu’à ce que Raymond Comte de L'Hôpital de Saint-Mesme, petit-neveu de Charles Adolphe de Romilley (décédé en 1767) règle la succession et le revende le 22 août 1771 à Pierre-Jean d’Alba, seigneur de la Ferté .
Ce château a été construit aux XVe et XVIe siècles sur les ruines d'un château détruit à la guerre de Cent Ans. De style Renaissance, il possède un corps de logis adossé à des parties en ruine. Il est classé monument historique le 3 février 1912.

### Château de Pretot
Le château de Prétot se trouve sur l'ancienne commune de Prétot dans la Manche.
Lorsque Jacques III d'Orglandes, baron de Prétot, décède sans enfant en 1649, sa tante Françoise d'Orglandes (veuve de César de Romilley) en hérite. Elle lègue cette baronnie en 1654 à son fils François de Romilley. Cette baronnie restera dans la famille de Romilley jusqu'au décès d'Alexandre Hippolyte de Romilley (baron de Prétot et arrière-petit-fils de François) en 1742.
Le château date du XVIe siècle. Il possède une impressionnante poterne et une chapelle de style gothique flamboyant

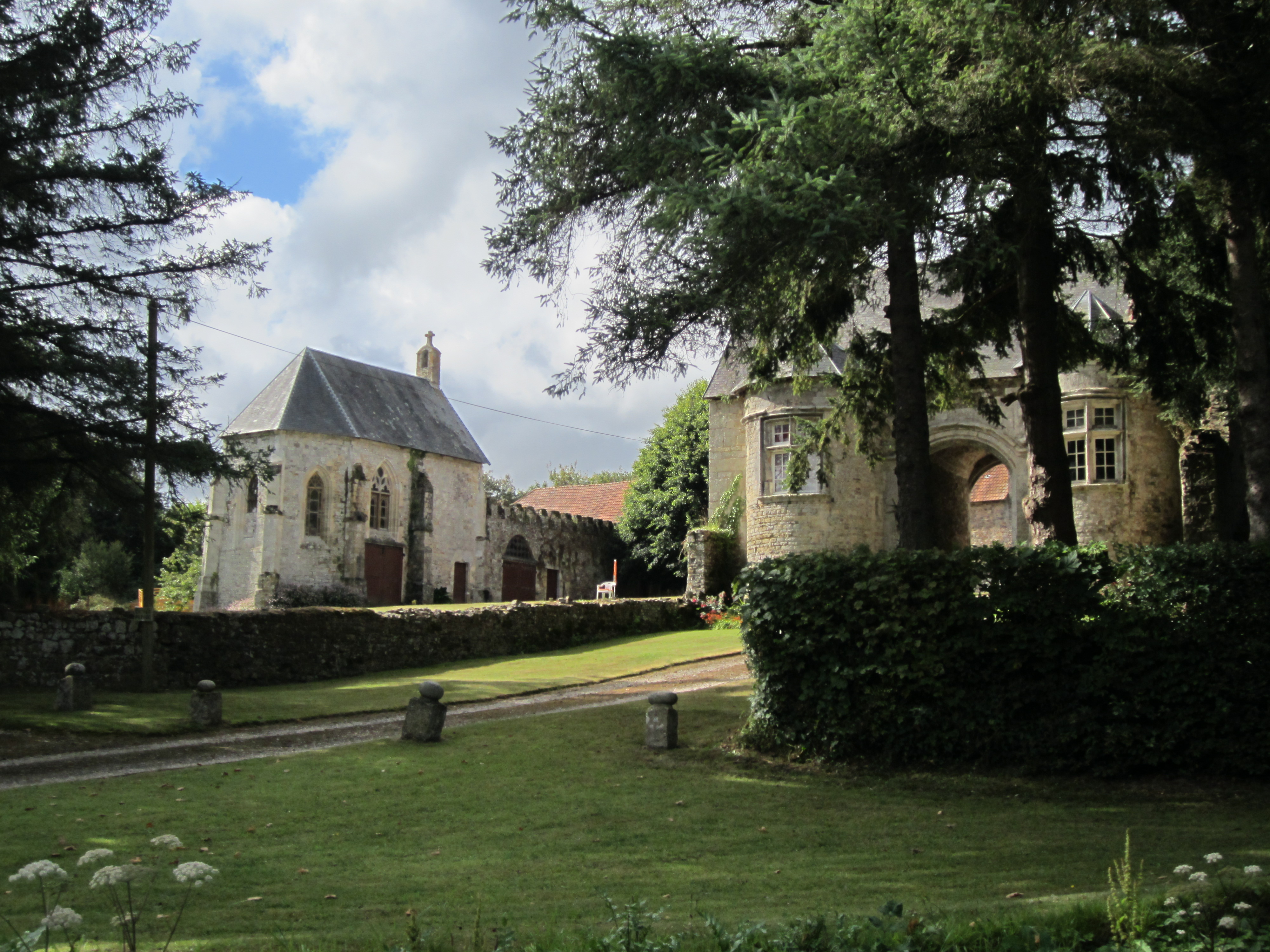
Château de Prétot
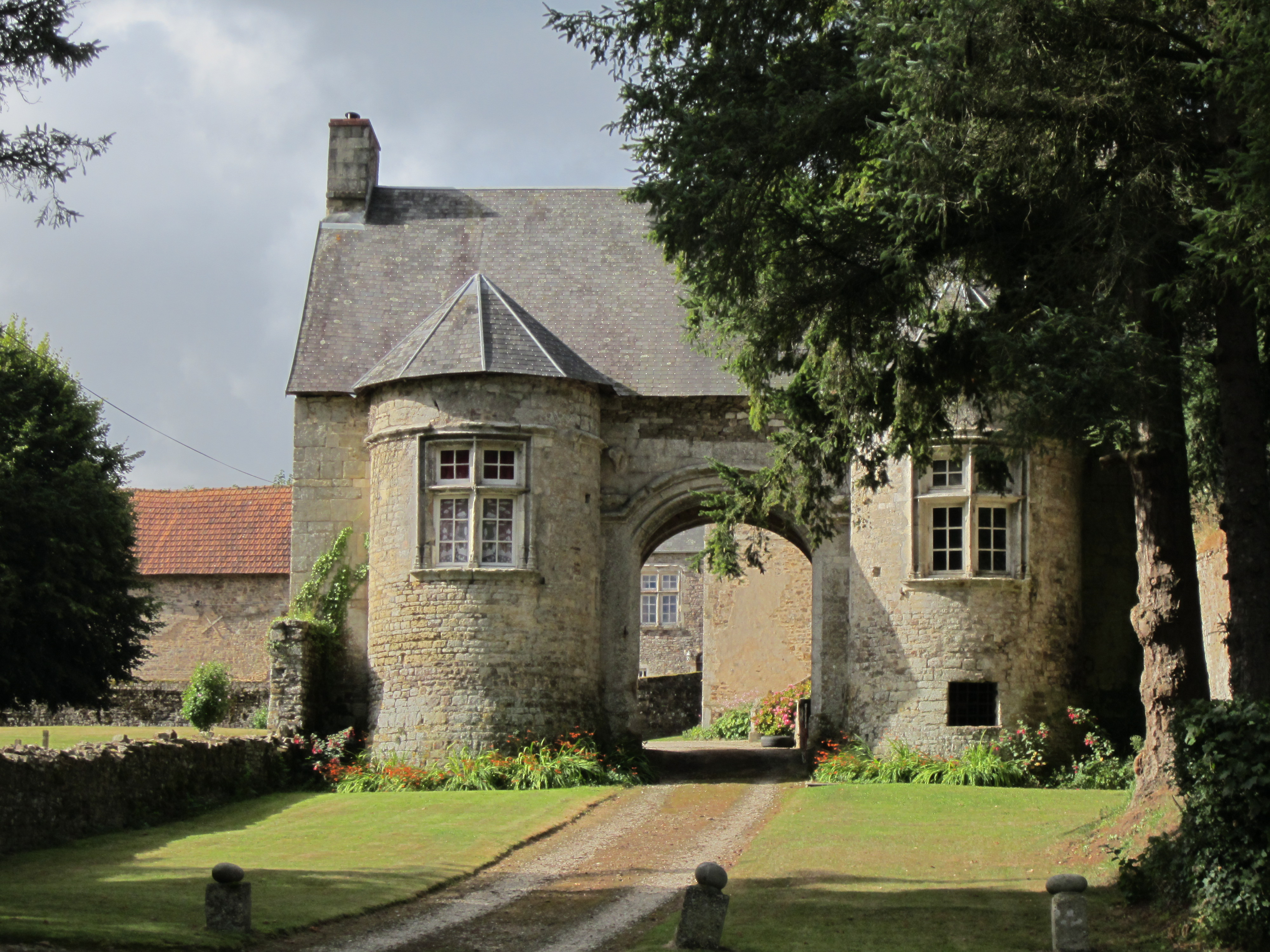
La poterne
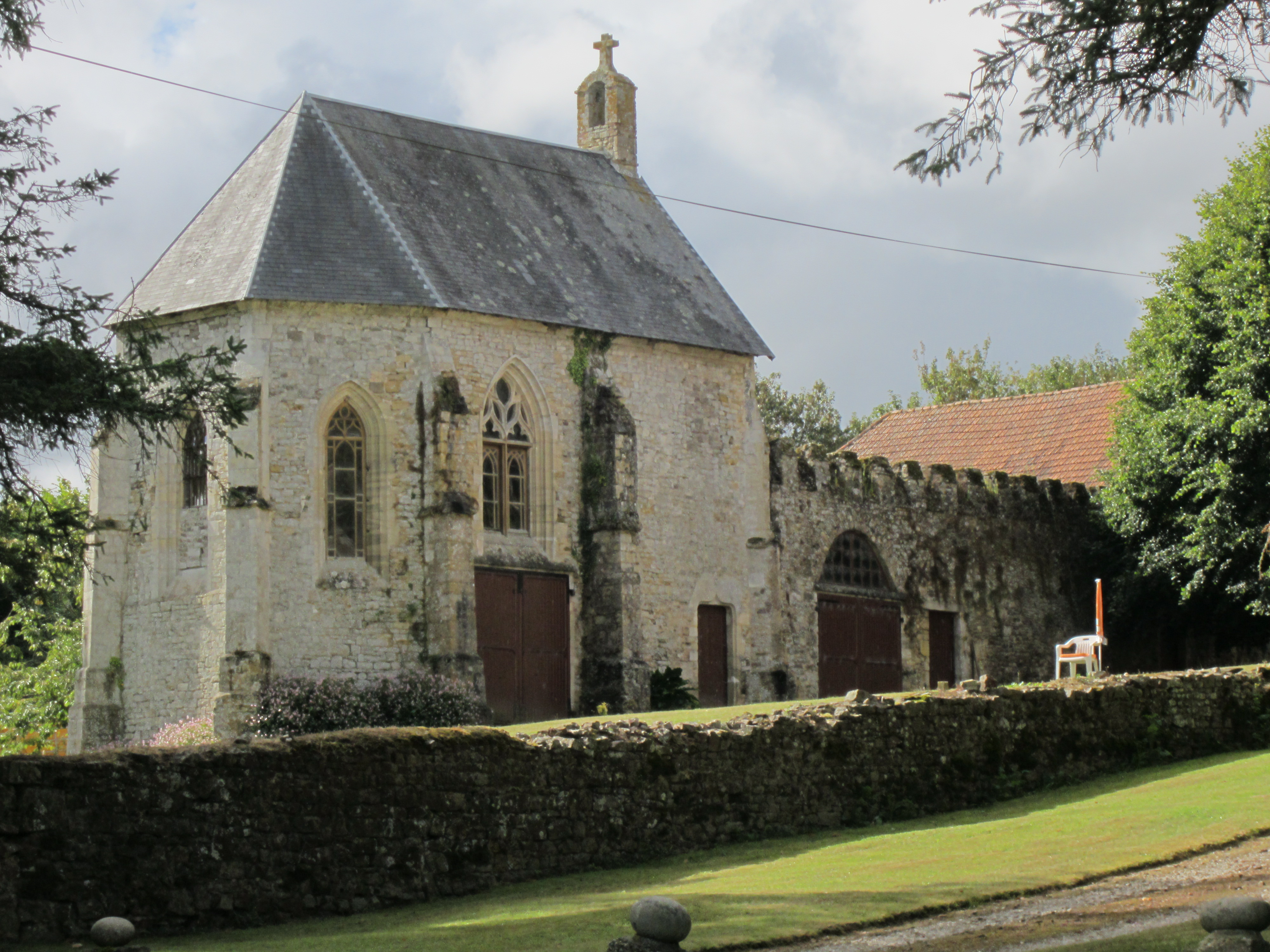
La chapelle

### Seigneurie de la Mancellière
La seigneurie de la Mancellière est située sur l'ancienne commune de La Mancellière (aujourd'hui associée à Isigny-le-Buat) au sud de la Manche. Elle appartient initialement à la famille Mancel, puis elle passe aux familles Frazier, puis de Signy et Romilley par alliance. Jean de Romilley (né vers 1478) est le premier de Romilley, Seigneur de la Mancellière. Cette seigneurie reste dans la famille jusqu'au décès du petit-fils de ce dernier (René de Romilley) en 1603.
À cette époque existait le manoir de La Mancellière, qui a aujourd'hui laissé place à l'actuel château de la Mancellière,.

### Manoir de la Hunaudais
Le fief de La Hunaudais se trouve dans le hameau éponyme au sein de la commune du Châtellier au nord de l'Ille-et-Vilaine. Ce fief a appartenu à Jeanne Labbé, puis aux familles Tuffin, Courtois avant de devenir la propriété de la famille de Romilley avec André de Romilley (né ~1530). Il reste dans la famille jusqu'au décès de son arrière-petit-fils Jacques de Romilley en 1671. Le fief passe ensuite à son neveu Jean de la Sauldraye, puis à la famille du Pontavice dont Gilles épouse la fille de Jean de la Sauldraye.
Le manoir actuel de la Hunaudais a été bâti au XVIe siècle par les de Romilley. Le bâtiment principal subsiste de nos jours avec un blason (effacé à la Révolution) au dessus de la porte. Il est aussi pourvu d'une remarquable charpente. Il est aujourd'hui la propriété de la famille Colin.

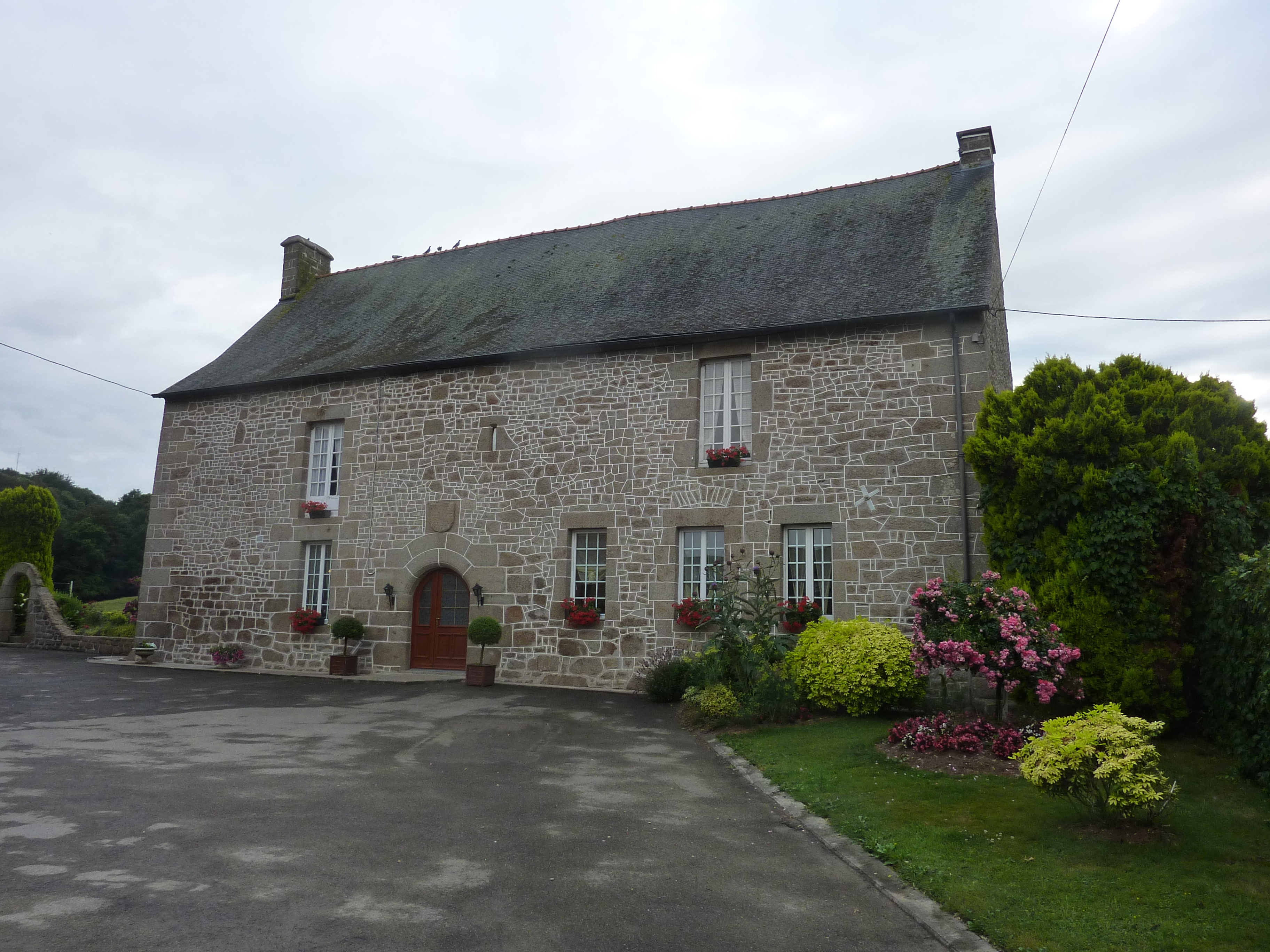
Manoir de la Hunaudais
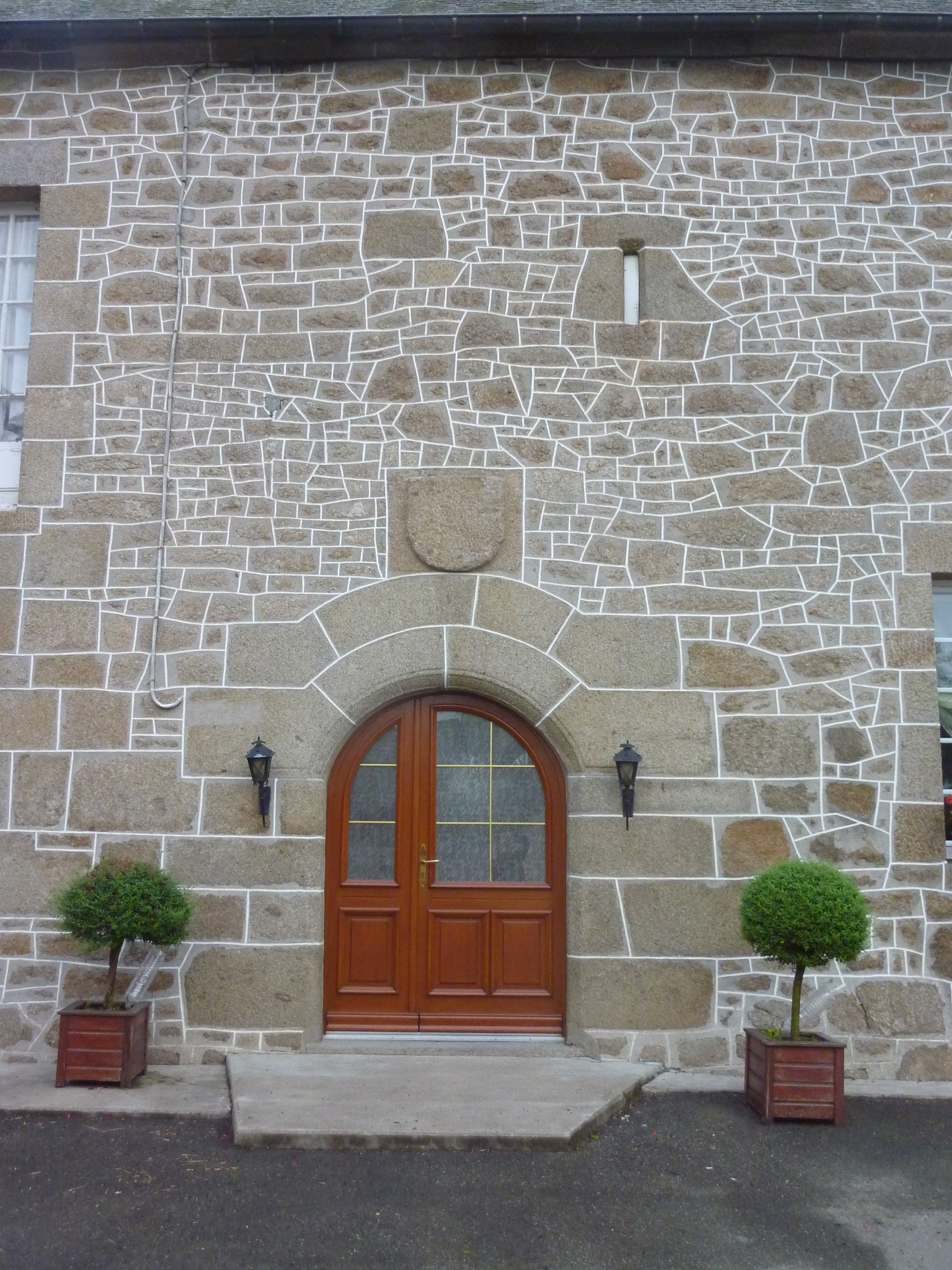
Porte d'entrée
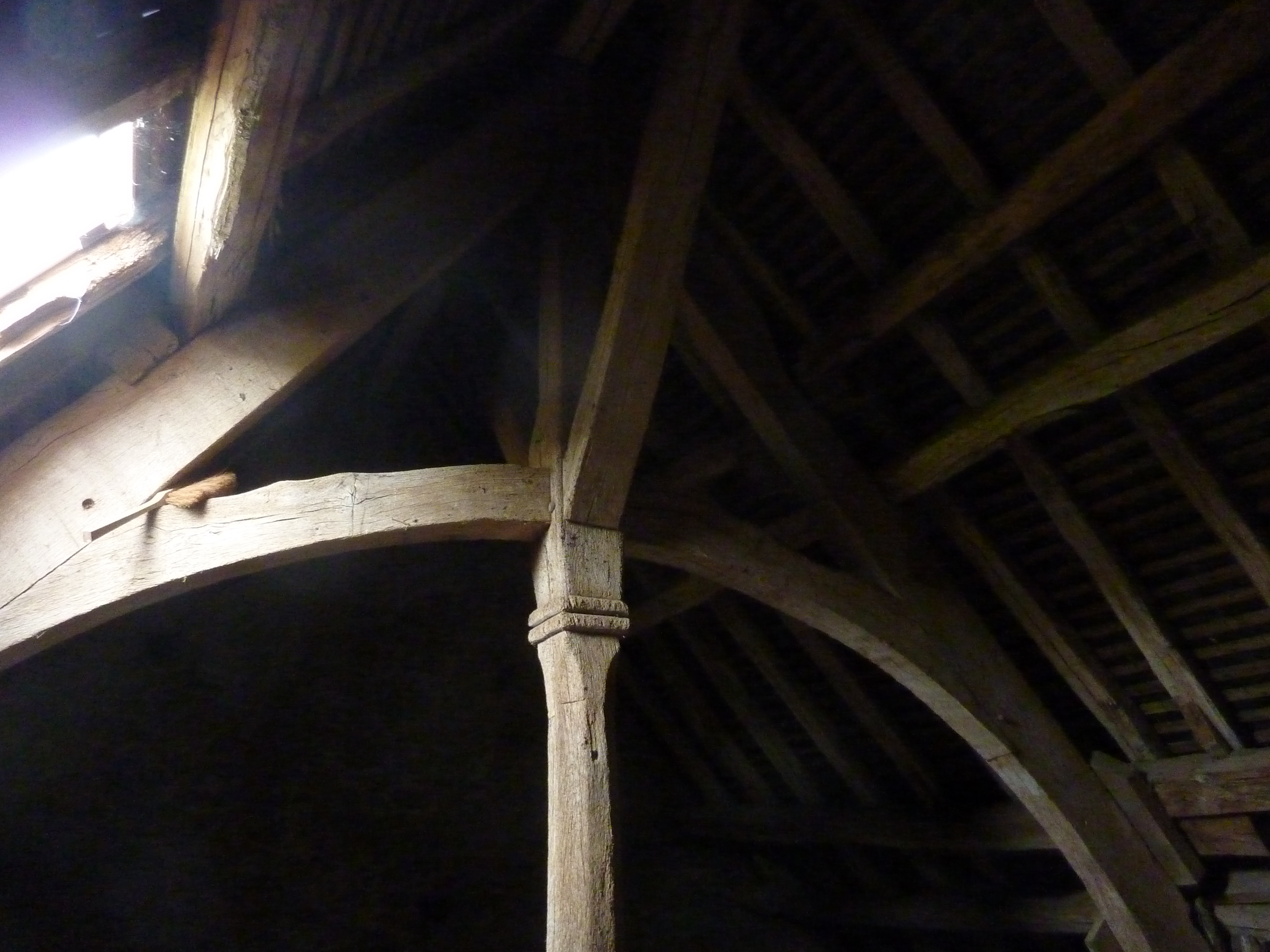
Charpente